# Sampo Terho

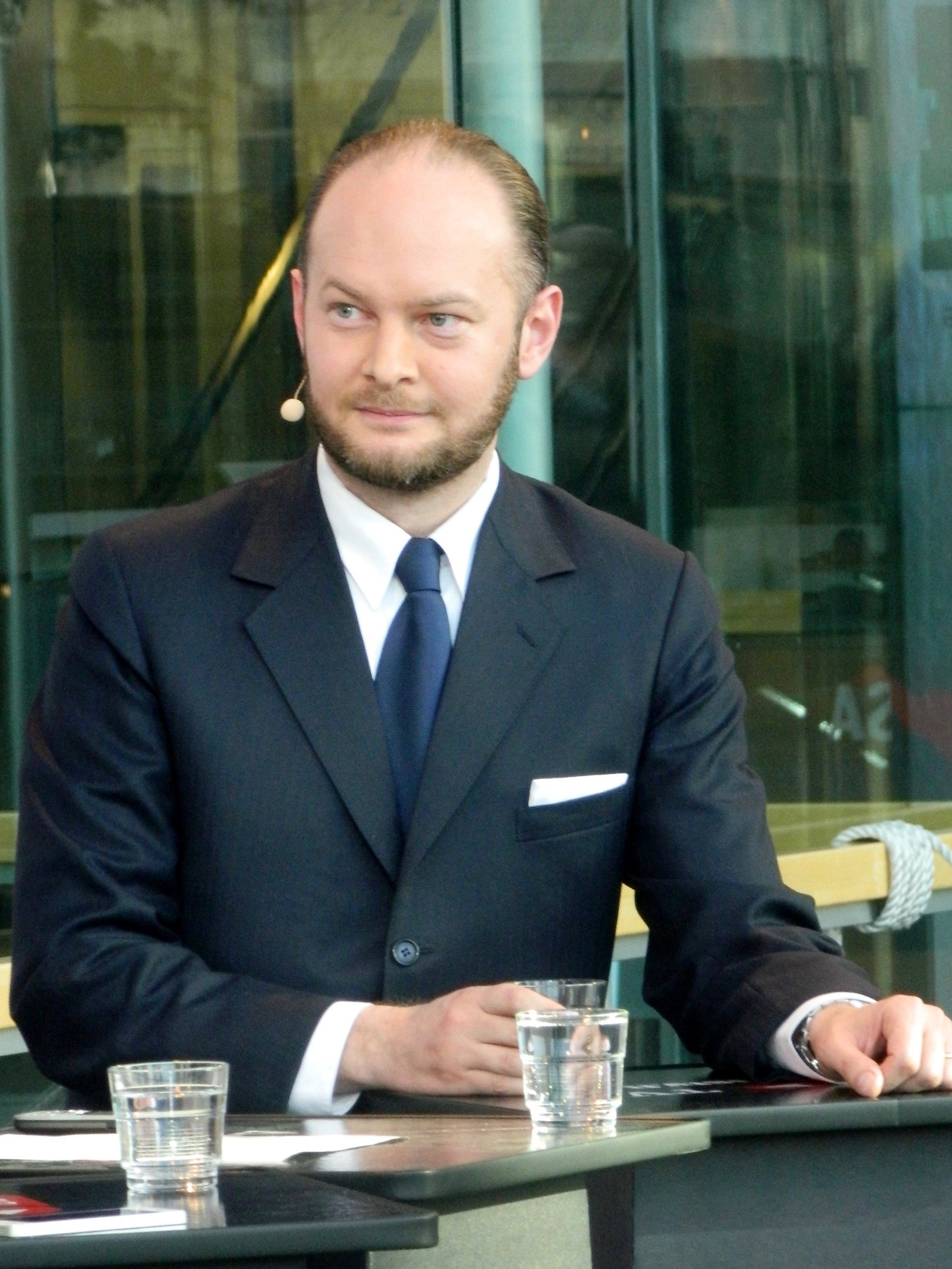
Sampo Terho, 2014

Sampo Terho (* 20. September 1977 in Helsinki) ist ein finnischer Politiker (Blaue Zukunft). Vom 5. Mai 2017 bis Juni 2019 war er Minister für Europäische Angelegenheiten, Kultur und Sport im Kabinett Sipilä.

## Leben
Terho ist Magister der Philosophie. Er arbeitete zunächst als Informationssekretär im Verteidigungsministerium, danach als Mitglied der Friedenstruppe EUFOR, später als Strategie- und Medienforscher an der Hochschule für Landesverteidigung.
Terho war Vorsitzender der Basisfinnen im Parteibezirk des Helsinkier Stadtteils Kallio sowie zweiter stellvertretender Vorsitzender der Bezirksorganisation und ist Vorsitzender des Verbands des Finnentums Suomalaisuuden Liitto. Vom 26. April 2011, als er für Timo Soini nachrückte, bis zum 26. April 2015 war er Mitglied des Europäischen Parlaments.
Am 5. Mai 2017 wurde Terho zum Minister für Europäische Angelegenheiten, Kultur und Sport ins Kabinett Sipilä berufen.
Im Juni 2017 bewarb er sich erfolglos für das Amt des Parteivorsitzenden der Basisfinnen. Nach dem Sieg von Jussi Halla-aho erlebte die Partei einen Rechtsruck, welcher in einer Regierungskrise endete. Mit Abgeordneten des finnischen Parlamentes, darunter auch Timo Soini, gründete er die Fraktion Neue Alternative. Wenig später wurde auf der Grundlage dieser Fraktion die Partei Blaue Zukunft gegründet, deren Vorsitzender Terho seit Juni 2017 ist.
Im Kabinett Rinne folgte ihm im Juni 2019 Tytti Tuppurainen als Europaministerin nach.

## EU-Parlamentarier
Terho war im EU-Parlament Stellvertretender Vorsitzender/Mitglied des Vorstands der Fraktion Europa der Freiheit und der Demokratie.
Er war Mitglied im Ausschuss für Wirtschaft und Währung, im  Unterausschuss für Sicherheit und Verteidigung und in der Delegation für die Beziehungen zu Kanada. 
Als Stellvertreter war er im Ausschuss für auswärtige Angelegenheiten, Menschenrechte, Gemeinsame Sicherheit und Verteidigungspolitik, im  Ausschuss für Beschäftigung und soziale Angelegenheiten und in der Delegation für die Beziehungen zu Australien und Neuseeland.